# Sacha Marloye
Sacha Marloye (17 september 2007) is een Belgisch voetballer die onder contract ligt bij RFC Seraing.

## Clubcarrière
Marloye begon zijn jeugdopleiding bij Marchin Sports. Via RUW Ciney belandde hij bij RFC Seraing, waar hij in december 2023 op zestienjarige leeftijd zijn eerste profcontract ondertekende. In het seizoen 2023/24 maakte hij zijn opwachting bij het beloftenelftal van de club, dat dat seizoen in de Derde afdeling uitkwam.
Op 15 maart 2024 maakte Marloye zijn officiële debuut voor het eerste elftal van Seraing: in de competitiewedstrijd tegen Club NXT (1-1-gelijkspel) liet trainer Mbaye Leye hem in de 83e minuut invallen. Leye liet hem dat seizoen ook nog invallen tegen KV Oostende en KMSK Deinze. Op 24 augustus 2024, toen Seraing op de tweede speeldag van het seizoen 2024/25 op bezoek ging bij Lierse SK,  kreeg Marloye zijn eerste basisplaats in de Challenger Pro League. Marloye mocht dat seizoen achttien keer opdraven in Eerste klasse B – tien keer als basisspeler en acht keer als invaller.
Op 28 april 2025, tien dagen na de slotspeeldag van de reguliere competitie in Eerste klasse B, raakte bekend dat Marloye een tweejarig contract met optie had ondertekend bij Club Brugge, waar hij aanvankelijk bij Club NXT zou worden ondergebracht. Marloye werd ook gevolgd door clubs als KRC Genk, Standard Luik, AFC Ajax en Borussia Mönchengladbach.

## Clubstatistieken
| Seizoen         | Club            | Land            | Competitie            | Competitie | Competitie | Beker | Beker | Supercup | Supercup | Europees | Europees | Totaal | Totaal |
| Seizoen         | Club            | Land            | Competitie            | Wed.       | Dlp.       | Wed.  | Dlp.  | Wed.     | Dlp.     | Wed.     | Dlp.     | Wed.   | Dlp.   |
| --------------- | --------------- | --------------- | --------------------- | ---------- | ---------- | ----- | ----- | -------- | -------- | -------- | -------- | ------ | ------ |
| 2023/24         | RFC Seraing U23 | Vlag van België | Derde afdeling ACFF B | 18         | 0          | —     | —     | —        | —        | —        | —        | 18     | 0      |
| 2023/24         | RFC Seraing     | Vlag van België | Eerste klasse B       | 3          | 0          | 0     | 0     | —        | —        | —        | —        | 3      | 0      |
| 2024/25         | RFC Seraing U23 | Vlag van België | Tweede afdeling ACFF  | 4          | 0          | —     | —     | —        | —        | —        | —        | 4      | 0      |
| 2024/25         | RFC Seraing     | Vlag van België | Eerste klasse B       | 18         | 0          | 2     | 0     | —        | —        | —        | —        | 20     | 0      |
| Carrière totaal | Carrière totaal | Carrière totaal | Carrière totaal       | 43         | 0          | 2     | 0     | 0        | 0        | 0        | 0        | 45     | 0      |

Bijgewerkt op 30 april 2025.

## Interlandcarrière
In januari 2024 kreeg Marloye een oproepingsbrief voor het U17 Futures-elftal van België. In maart 2025 riep David Penneman hem op voor de dubbele oefeninterland van België –18 tegen Italië. Marloye mocht in beide interlands invallen.
1 Galjé ·
2 Sylla ·
4 Tshibuabua ·
6 Cachbach ·
8 Kilota ·
9 Elisor ·
10 Marius ·
11 Abanda ·
12 Bernier ·
14 Guillaume ·
15 Lahssaini ·
16 Martin ·
18 Poaty ·
20 Ba ·
21 Sambu ·
23 Lepoint ·
30 Dietsch ·
34 Trémoulet ·
35 Conceição ·
40 Opare ·
52 Serwy ·
53 D'Onofrio ·
61 Silini ·
67 Renzulli ·
70 Solheid ·
Coach: Jeunechamps